# Ministério de Louvor Raiz Coral
Ministério de Louvor Raiz Coral é o segundo álbum de estúdio da banda Raiz Coral, lançado em março de 2006, de forma independente.
O título do disco faz referência à profusão de bandas usando o termo ministério de louvor. Novamente, assim como no anterior, contou com a participação do cantor Leonardo Gonçalves. O cantor, desta vez cantou a música "Dê o Seu Melhor".
| Críticas profissionais | Críticas profissionais |
| Avaliações da crítica  | Avaliações da crítica  |
| Fonte                  | Avaliação              |
| ---------------------- | ---------------------- |
| Super Gospel           | (favorável)            |

## Faixas
1. "Abertura"
2. "Veste a armadura"
3. "Vitória"
4. "Emanuel"
5. "Dê o seu melhor"
6. "Eu deixo a tristeza"
7. "Soberano"
8. "Nós Te adoramos"
9. "Meu novo lar"
10. "A verdade"
11. "Tudo entregarei"